# علم وظائف أعضاء الأسماك
علم وظائف أعضاء الأسماك هو الدراسة العلمية لكيفية عمل الأجزاء المكونة للأسماك معًا في الأسماك الحية. يمكن تمييزه عن تشريح الأسماك، وهو دراسة شكل أو مورفولوجيا الأسماك. وفي التطبيق العملي، يكمل تشريح الأسماك ووظائف أعضائها بعضهما البعض، حيث يتعامل التشريح مع بنية السمكة وأعضائها أو أجزائها المكونة وكيفية تجميعها، كما هو الحال على طاولة التشريح أو تحت المجهر، بينما يتعامل علم وظائف الأعضاء لاحقًا بكيفية عمل هذه المكونات معًا في الأسماك الحية. لهذا، نحتاج أولاً إلى معرفة شيء عن مورفولوجيا أمعائها.

## التنفس

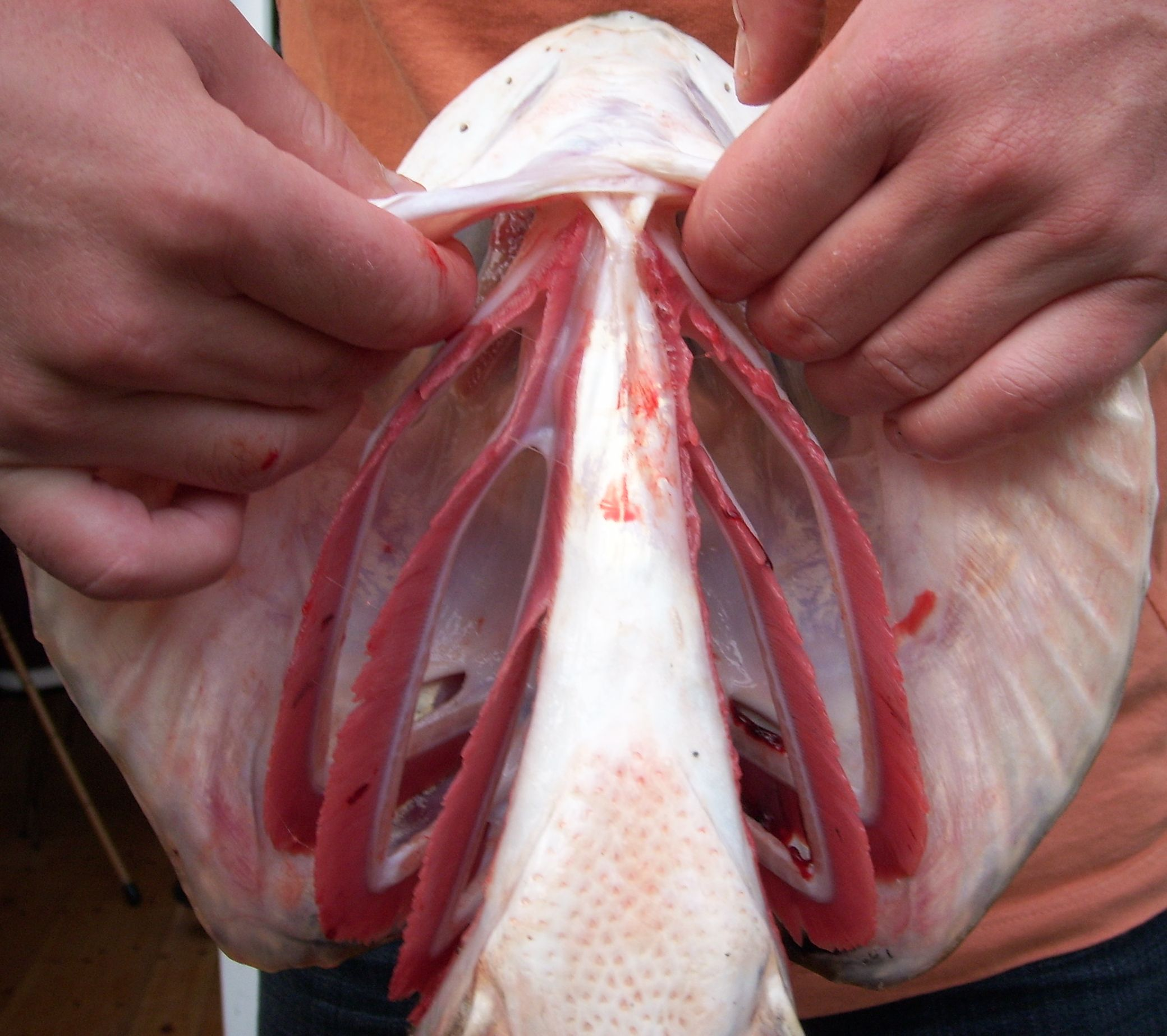
أقواس خيشومية تحمل خياشيم في السمك الرمحي

تتبادل معظم الأسماك الغازات باستخدام الخياشيم الموجودة على جانبي البلعوم (الحلق). الخياشيم هي أنسجة تتكون من هياكل تشبه الخيوط تسمى خيوط البروتين. لهذه الخيوط وظائف عديدة و "تشارك في نقل الأيونات والماء وكذلك تبادل الأكسجين وثاني أكسيد الكربون والحمض والأمونيا. يحتوي كل خيط على شبكة من الشعيرات توفر مساحة سطح كبيرة لتبادل الأكسجين وثاني أكسيد الكربون. تتبادل الأسماك الغازات عن طريق سحب الماء الغني بالأكسجين عبر أفواهها وضخه فوق خياشيمها. في بعض الأسماك، يتدفق الدم الشعري في الاتجاه المعاكس للماء، مما يتسبب في تبادل التيار المعاكس [الإنجليزية]. تدفع الخياشيم المياه الفقيرة بالأكسجين للخارج عبر فتحات في جانبي البلعوم.
الأسماك من مجموعات متعددة يمكنها العيش خارج الماء لفترات زمنية طويلة. الأسماك البرمائية [الإنجليزية] مثل سمكة نطاط الطين يمكنها العيش والتحرك على اليابسة لعدة أيام، أو تعيش في مياه راكدة أو ناقصة الأكسجين. يمكن للعديد من هذه الأسماك تنفس الهواء من خلال مجموعة متنوعة من الآليات. يمكن أن يمتص جلد ثعابين البحر الأنقليس الأكسجين بشكل مباشر. قد يتنفس تجويف الفم لثعبان البحر الكهربائي [الإنجليزية] الهواء. تقوم أسماك السلوريات من عائلات أسماك مصفحةوأسماك القط المدرعة وسكولوباسيداي [الإنجليزية] بامتصاص الهواء من خلال الجهاز الهضمي. تمتلك الأسماك الرئوية، باستثناء السمكة الرئوية الأسترالية، وكثيرات الزعانف مقترنتين تشبه رئات رباعيات الأطراف ويجب أن تطفو على السطح لابتلاع الهواء النقي من الفم وتمرير الهواء المستهلك عبر الخياشيم. يمتلك سمك الرمح وسمكة آمية ملساء مثانة سباحة وعائية تعمل بنفس الطريقة. تتنفس أسماك شبوطيات الشكل وسمك الترايرا [الإنجليزية]والعديد من أسماك السلور عن طريق تمرير الهواء عبر الأمعاء. يتنفس النطاط الطيني عن طريق امتصاص الأكسجين عبر الجلد (مثل الضفادع). طور عدد من الأسماك ما يسمى بأعضاء التنفس الإضافية التي تستخلص الأكسجين من الهواء. تمتلك أسماك المتاهة (مثل جورامية و سمكة البيتا [الإنجليزية]) عضو متاهة فوق الخياشيم يقوم بهذه الوظيفة. تمتلك بعض الأسماك الأخرى هياكل تشبه أعضاء المتاهة في الشكل والوظيفة، وأبرزها أسماك الشنات وجورامي جميل وعائلة أسماك السلور المتنفسة للهواء.
يستفيد التنفس الهوائي بشكل أساسي من الأسماك التي تعيش في مياه ضحلة ومتغيرة موسمياً حيث قد يقل تركيز الأكسجين في الماء موسمياً. الأسماك التي تعتمد فقط على الأكسجين المذاب، مثل سمك الفرخ والبلطي، تختنق بسرعة، بينما تعيش الأسماك التي تتنفس الهواء لفترة أطول، وفي بعض الحالات تعيش في مياه لا تزيد عن الطين الرطب. وفي الحالات الأكثر تطرفًا، يمكن لبعض الأسماك التي تتنفس الهواء البقاء على قيد الحياة في جحور رطبة لأسابيع بدون ماء، حيث تدخل في حالة سبات صيفي حتى يعود الماء.
يمكن تقسيم الأسماك التي تتنفس الهواء إلى أسماك تتنفس الهواء بشكل إجباري وأخرى تتنفس الهواء بشكل اختياري. الأسماك التي تتنفس الهواء بشكل إجباري، مثل سمكة السلمون الأفريقي، مجبرة على تنفس الهواء بشكل دوري وإلا فإنها تختنق. أما الأسماك التي تتنفس الهواء بشكل اختياري، مثل سمك البلاكستومس، فإنها تتنفس الهواء فقط عند الحاجة ويمكنها الاعتماد على خياشيمها للحصول على الأكسجين. معظم الأسماك التي تتنفس الهواء هي أسماك تتنفس الهواء بشكل اختياري تتجنب التكلفة النشطة للصعود إلى السطح وتجنب مخاطر التعرض للحيوانات المفترسة السطحية.

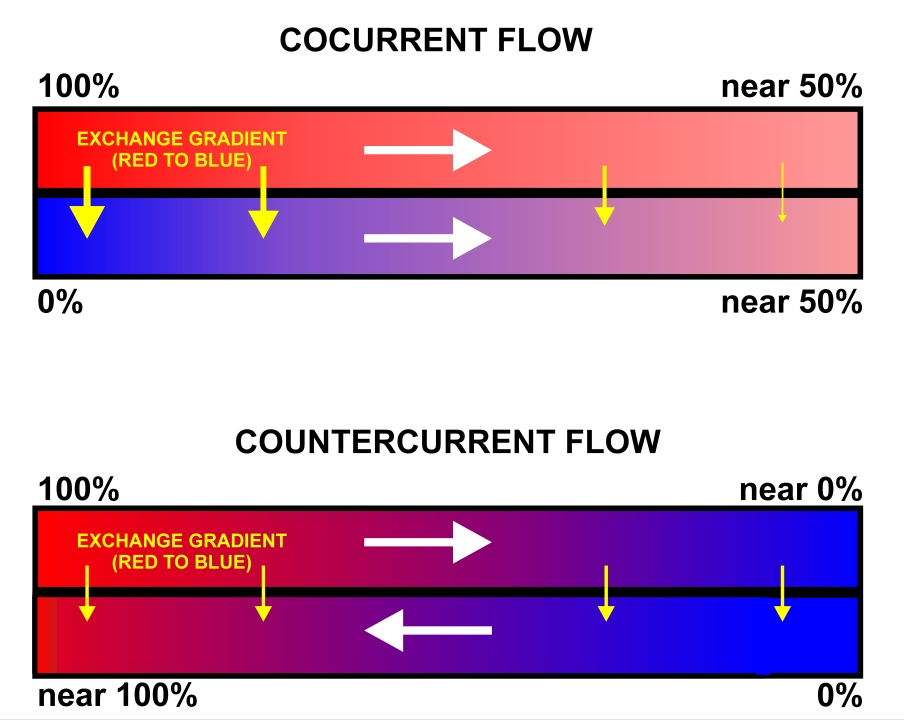
التدفقات المتزامنة والمعاكسة أنظمة تبادل التدفق يمثل اللون الأحمر قيمة أعلى (على سبيل المثال درجة الحرارة أو الضغط الجزئي للغاز) من اللون الأزرق بحيث تنتقل الخاصية التي يتم نقلها في القنوات من الأحمر إلى الأزرق. في الأسماك، يتم استخدام تدفق معاكس (المخطط السفلي) للدم والماء في الخياشيم لاستخراج الأكسجين من البيئة.

جميع الفقاريات القاعدية تتنفس بالخياشيم. توجد الخياشيم خلف الرأس مباشرة، وتحد الحواف الخلفية لسلسلة من الفتحات الموصلة بين المريء والعالم الخارجي. يُدعم كل خيشوم بقوس خيشومي غضروفي أو عظمي. تتطور خياشيم الفقاريات بشكل عام في جدران البلعوم، على طول سلسلة من شقوق الخياشيم المفتوحة للخارج. تستخدم معظم الأنواع نظام تبادل مضاد للتيار لتعزيز انتشار المواد داخل وخارج الخيشوم، حيث يتدفق الدم والماء في اتجاهين متعاكسين، مما يزيد من كفاءة امتصاص الأكسجين من الماء. يتم "ضخ" المياه المؤكسجة العذبة التي يتم أخذها من الفم بشكل مستمر عبر الخياشيم في اتجاه واحد، بينما يتدفق الدم في الصفيحات في الاتجاه المقابل، مما يخلق تدفقًا مضادًا للتيار للدم والماء يعتمد عليه بقاء الأسماك.
تتكون الخياشيم من خيوط تشبه الأمشاط، وهي صفائح الخياشيم، التي تساعد على زيادة مساحة سطحها لتبادل الأكسجين. عندما تتنفس السمكة، فإنها تسحب فماً مليئاً بالماء على فترات منتظمة. ثم تقوم بسحب جانبي حلقها معًا، مجبرة الماء على المرور عبر فتحات الخياشيم، بحيث يمر فوق الخياشيم إلى الخارج. تحتوي الأسماك العظمية على ثلاثة أزواج من الأقواس، بينما تحتوي الأسماك الغضروفية على خمسة إلى سبعة أزواج، بينما تحتوي الأسماك البدائية عديمة الفك على سبعة أزواج. لا شك أن للجد المشترك للفقاريات أقواس أكثر، حيث أن بعض أقارب الحبليات لديهم أكثر من 50 زوجًا من الخياشيم.
لا تطور السلويات الخياشيم، ومع ذلك تتشكل أقواس الخياشيم خلال التطور الجنيني وتضع الأساس لبنى مهمة مثل الفكين والغدة الدرقية والحنجرة والعظمة العمودية (المقابلة للعظم الركابي في الثدييات) وفي الثدييات المطرقة والسندان. قد تكون شقوق الخياشيم للأسماك هي الأسلاف التطورية للوزتين والغدة الزعترية وقنوات أوستاكيوس، وكذلك العديد من البنى الأخرى المستمدة من الجيوب الخيشومية الجنينية.
بحث العلماء أي جزء من الجسم مسؤول عن الحفاظ على إيقاع التنفس. وجدوا أن الخلايا العصبية الموجودة في جذع دماغ الأسماك مسؤولة عن نشأة إيقاع التنفس. يختلف موقع هذه الخلايا العصبية قليلاً عن مراكز نشأة التنفس لدى الثدييات ولكنها تقع في نفس حجرة الدماغ، مما أثار جدلاً حول تجانس مراكز التنفس بين الأنواع المائية والبرية. في كل من التنفس المائي والبري، لم يتم فهم الآليات الدقيقة التي يمكن من خلالها للخلايا العصبية أن تولد هذا الإيقاع اللاإرادي بشكل كامل (انظر التحكم اللاإرادي في التنفس).
سمة مهمة أخرى للجهاز التنفسي هي أنه يتكيف مع استهلاك الجسم للأكسجين. كما هو الحال عند الثدييات، فإن الأسماك "تتنفس" بشكل أسرع وأثقل عندما تمارس التمارين الرياضية. ظلت الآليات التي تحدث بها هذه التغييرات موضع نقاش حاد بين العلماء لأكثر من 100 عام. يمكن تصنيف المؤلفين إلى مدرستين:
1. أولئك الذين يعتقدون أن الجزء الأكبر من التغيرات التنفسية معدة مسبقًا في الدماغ، مما يعني أن الخلايا العصبية من مراكز الحركة في الدماغ تتصل بمراكز الجهاز التنفسي تحسبا للحركات.
2. أولئك الذين يعتقدون أن الجزء الأكبر من التغييرات التنفسية ناتج عن اكتشاف تقلص العضلات، وأن التنفس يتكيف نتيجة تقلص العضلات واستهلاك الأكسجين. وهذا يعني أن الدماغ يمتلك نوعًا من آليات الكشف التي من شأنها أن تحفز استجابة تنفسية عند حدوث تقلص العضلات.

يتفق الكثير الآن على أن كلا الآليتين ربما تكونان موجودتين ومتكاملتين، أو تعملان جنبًا إلى جنب مع آلية يمكنها اكتشاف التغيرات في تشبع دم الأكسجين و/ أو ثاني أكسيد الكربون.

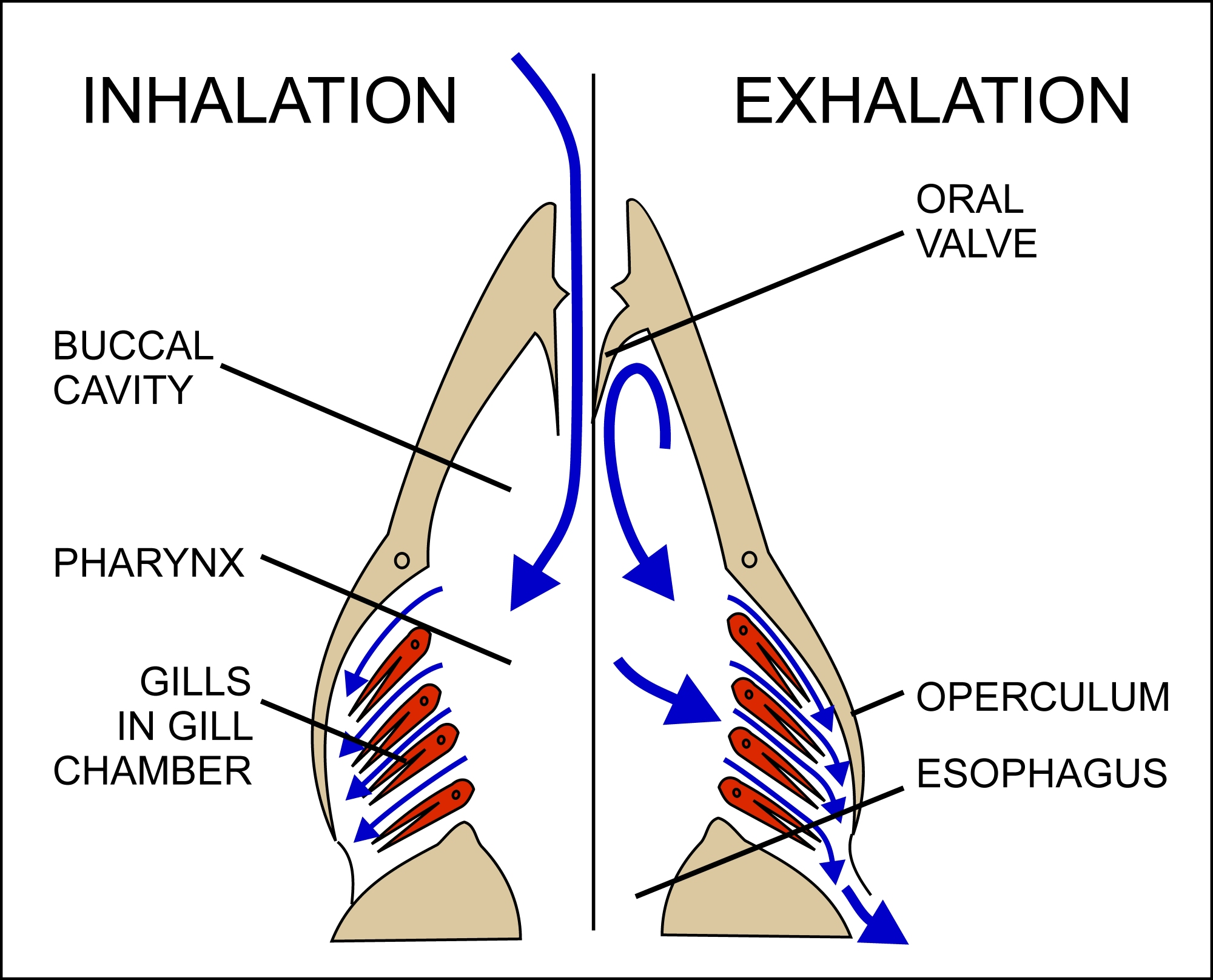
آلية التنفس لدى الأسماك العظميةيسحب السمك الماء الغني بالأكسجين من خلال الفم (يسار الصورة). ثم يضخه على الخياشيم حتى يدخل الأكسجين إلى مجرى الدم، ويسمح بخروج الماء الذي استُنفد منه الأكسجين عبر شقوق الخياشيم (يمين الصورة).

### الأسماك العظمية
في الأسماك العظمية، تقع الخياشيم في حجرة خيشومية مغطاة بغطاء عظمي يسمى غطاء خيشومي. الغالبية العظمى من أنواع الأسماك العظمية لديها خمسة أزواج من الخياشيم، على الرغم من أن بعضها فقدت بعضًا منها على مر التطور. يمكن أن يكون الغطاء الخيشومي مهمًا في ضبط ضغط الماء داخل البلعوم للسماح بالتهوية المناسبة للخياشيم، بحيث لا تضطر الأسماك العظمية إلى الاعتماد على التهوية الصدامية (وبالتالي الحركة المستمرة تقريبًا) للتنفس. تمنع الصمامات داخل الفم الماء من الخروج.

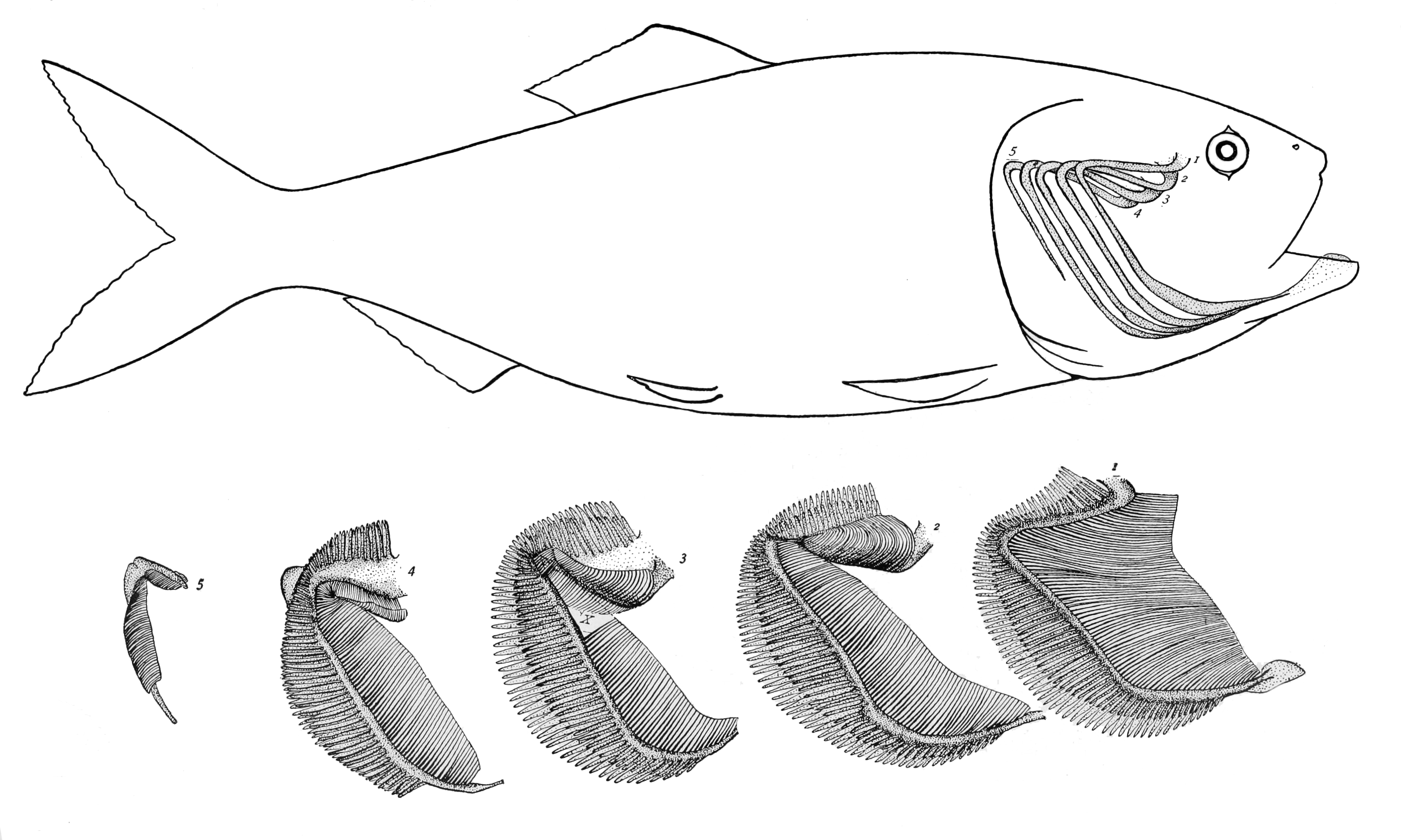
تمتلك معظم الأسماك العظمية خمسة خياشيم

عند أقواس الخياشيم في الأسماك العظمية, لا يوجد عادة حاجز، بحيث تبرز الخياشيم وحدها من القوس، مدعومة بأشعة خيشومية فردية. تحتفظ بعض الأنواع بأمشاط خيشومية. على الرغم من أن جميع الأسماك العظمية باستثناء أكثرها بدائية تفتقر إلى ثقب نفقي، إلا أن الزائفة الخيشومية المرتبطة بها غالبًا ما تبقى، وتقع عند قاعدة الثقب النفقي. ومع ذلك، غالبًا ما يتم تقليل هذا بشكل كبير، حيث يتكون من كتلة صغيرة من الخلايا بدون أي بنية تشبه الخياشيم المتبقية.
الأسماك العظمية البحرية تستخدم الخياشم أيضًا لإخراج الشوارد. تميل مساحة سطح الخياشم الكبيرة إلى خلق مشكلة للأسماك التي تسعى إلى تنظيم الضغط الاسموزي لسوائلها الداخلية. المياه المالحة أقل تخفيفا من هذه السوائل الداخلية، لذا تفقد أسماك المياه المالحة كميات كبيرة من الماء عن طريق الخياشيم. لاستعادة المياه، يشربون كميات كبيرة من مياه البحر ويطردون الملح. ومع ذلك، فإن المياه العذبة أكثر تخفيفا من السوائل الداخلية للأسماك، لذلك تكتسب أسماك المياه العذبة الماء عن طريق الخياشيم.
في بعض الأسماك العظمية والبرمائيات البدائية، تحمل اليرقات خياشيما خارجية، تتفرع عن أقواس الخياشيم. يتم تقليل هذه الخياشيم في مرحلة البلوغ، وتتولى الخياشيم الحقيقية وظيفتها في الأسماك والرئتين في معظم البرمائيات. يحتفظ بعض البرمائيات بالخياشيم اليرقية الخارجية في مرحلة البلوغ، ويبدو أن نظام الخياشيم الداخلي المعقد كما هو الحال في الأسماك قد فقد بشكل لا رجعة فيه في وقت مبكر جدًا من تطور رباعيات الأطراف.

### الأسماك الغضروفية
مثل الأسماك الأخرى، تقتطف القروش الأكسجين من مياه البحر أثناء مرورها فوق خياشيمها. وعلى عكس الأسماك الأخرى، فإن شقوق الخياشيم لدى القروش غير مغطاة، ولكنها تقع في صف خلف الرأس. يوجد شق معدّل يسمى المتنفس خلف العين مباشرة، يساعد القرش على دخول الماء أثناء التنفس ويلعب دورًا رئيسيًا في القروش القاعية. تقل البصيلات أو تختفي في أسماك القرش النشطة السطحية. بينما يتحرك القرش، يمر الماء عبر الفم وفوق الخياشيم في عملية تعرف باسم "التهوية الصدمية (الاندفاعية)". بينما في حالة الراحة، تضخ معظم أسماك القرش الماء فوق خياشيمها لضمان تدفق مستمر للمياه المؤكسجة. فقد عدد قليل من الأنواع القدرة على ضخ الماء عبر خياشيمها ويجب أن تسبح دون راحة. هذه الأنواع هي أجهزة تهوية صدمية إجبارية ومن المفترض أنها ستختنق إذا لم تتمكن من الحركة. تنطبق التهوية الصدمية الإجبارية أيضًا على بعض أنواع الأسماك العظمية السطحية.
تبدأ عملية التنفس والدورة الدموية عندما ينتقل الدم منزوع الأكسجين إلى قلب القرش ذو الحجرتين. هنا يضخ القرش الدم إلى خياشيمه عبر شريان الأبهر البطني حيث يتفرع إلى شرايين عضدية واردة. تتم إعادة الأكسجين في الخياشيم ويتدفق الدم المعاد الأكسجين إلى الشرايين العضدية الصادرة، والتي تتجمع لتكوين الأبهر الظهري. يتدفق الدم من الأبهر الظهري عبر الجسم. ثم يتدفق الدم منزوع الأكسجين من الجسم عبر الأوردة الرئيسية الخلفية ويدخل إلى الجيوب الرئيسية الخلفية. من هناك يدخل الدم إلى البطين القلبي وتتكرر الدورة.
الفقاريات الغضروفية مثل القروش والشفانين تمتلك عادةً خمسة أزواج من الشقوق الخيشومية التي تفتح مباشرة على جسم السمكة، وعلى الرغم من ذلك يمتلك بعض القروش البدائية ستة أو سبعة أزواج. ويفصل بين كل شقين غضروف خيشومي يبرز منه حاجز طويل يشبه الورقة، وهو مدعوم جزئيًا بقطعة أخرى من الغضروف تسمى شعاع الخيشوم. وتستقر الصفائح الخيشومية الفردية على جانبي الحاجز. كما يمكن لقاعدة القوس الخيشومي أن تدعم مشط الخيشوم [الإنجليزية]، وهي عناصر صغيرة بارزة تساعد على ترشيح الطعام من الماء.
يوجد فتحة أصغر تسمى المتنفس خلف الشق الخيشومي الأول. وتحمل هذه الفتحة خيشوما كاذبا يشبه الخيشوم الحقيقي في البنية، ولكنه يتلقى فقط الدم المؤكسج بالفعل من الخياشيم الحقيقية. ويُعتقد أن التنادد مماثل لفتحة الأذن لدى الفقاريات العليا.
يعتمد معظم القروش على التهوية الصدمية، حيث يدفعون الماء إلى الفم وعلى الخياشيم عن طريق السباحة السريعة إلى الأمام. أما بالنسبة للأنواع بطيئة الحركة أو التي تعيش في القاع، خاصة بين أسماك القاع والشيطانيات، فقد يكون المتنفس متضخما، حيث يتنفس السمك عن طريق امتصاص الماء من خلال هذه الفتحة بدلاً من الفم.
تختلف الخرافيات عن الأسماك الغضروفية الأخرى، حيث فقدت كل من المتنفس والشق الخيشومي الخامس. والشرخوق المتبقية مغطاة بغطاء خيشومي، يتطور من حاجز القوس الخيشومي أمام الشق الخيشومي الأول.

### الجلكيات والأسماك المخاطية
الجلكيات والأسماك المخاطية ليس لهما شقوق خيشوية بالمعنى المعتاد. بدلاً من ذلك، توجد الخياشيم في أكياس كروية ذات فتحة دائرية تطل على الخارج. ومثل شقوق الخياشيم للأسماك الأكثر تطورًا، يحتوي كل كيس على خيشومتين. في بعض الحالات، يمكن أن تلتصق الفتحات معًا، لتشكل عمليًا غطاءًا خيشوميًا. لجلكيات سبعة أزواج من الأكياس، بينما قد يكون لدى الأسماك المخاطية من ستة إلى أربعة عشر جيبًا اعتمادًا على النوع. في الأسماك المخاطية، تتصل الأكياس بالبلعوم داخليًا. في الجلكيات البالغة، يتطور أنبوب تنفسي منفصل تحت البلعوم الحقيقي، يفصل الطعام والماء عن عملية التنفس عن طريق إغلاق صمام في الطرف الأمامي له.

## جهاز الدوران

قلب سمكة من غرفتين

تتشابه أجهزة الدوران لدى جميع الفقاريات مع جهاز الدوران لدى الإنسان بأنها مغلقة. ومع ذلك, فإن أجهزة الدوران لدى الأسماك والبرمائيات والزواحف والطيور تظهر مراحل مختلفة من تطور جهاز الدوران. لدى الأسماك، يتكون الجهاز من دائرة واحدة فقط، حيث يتم ضخ الدم عبر الشعيرات الدموية في الخياشيم وإلى الشعيرات الدموية في أنسجة الجسم. يُعرف هذا باسم الدورة الدموية أحادية الدورة. لذلك فإن قلب السمك عبارة عن مضخة واحدة فقط (تتكون من حجرتين). تمتلك الأسماك جهاز دوران مغلق. يضخ القلب الدم في حلقة واحدة عبر الجسم. لدى معظم الأسماك، يتكون القلب من أربعة أجزاء، بما في ذلك حجرتان ومدخل ومخرج. الجزء الأول هو الوريد الجيفي، وهو كيس ذو جدران رقيقة يجمع الدم من أوردة السمكة قبل السماح له بالتدفق إلى الجزء الثاني، الأذين، وهو حجرة عضلية كبيرة. يعمل الأذين كدهليز أحادي الاتجاه، يرسل الدم إلى الجزء الثالث، البطين. البطين هو غرفة عضلية أخرى ذات جدران سميكة، ويضخ الدم، أولاً إلى الجزء الرابع، البصلة الشريانية، وهو أنبوب كبير، ثم يخرج من القلب. ترتبط البصلة الشريانية بالشريان الأبهري، الذي يتدفق من خلاله الدم إلى الخياشيم للأكسجة.
في البرمائيات ومعظم الزواحف، يتم استخدام نظام الدورة الدموية المزدوجة، ولكن القلب لا يكون دائمًا منفصل تمامًا إلى مضختين. تمتلك البرمائيات قلبًا ثلاثي الحجرات.

## الهضم
تسمح الفكوك [الإنجليزية] للاسماك بتناول مجموعة متنوعة من الطعام، بما في ذلك النباتات والحيوانات الأخرى. تبتلع الأسماك الطعام من خلال الفم وتكسره في المريء. في المعدة، يتم هضم الطعام بشكل أكبر، وفي العديد من الأسماك، تتم معالجته في أكياس على شكل أصابع تسمى البواب الأعور، والتي تفرز إنزيمات الجهاز الهضمي وتمتص العناصر الغذائية. تضيف أعضاء مثل الكبد والبنكرياس إنزيمات ومواد كيميائية مختلفة أثناء تحرك الطعام عبر الجهاز الهضمي. تكمل الأمعاء عملية الهضم وامتصاص العناصر الغذائية.
عملية الهضم لدى معظم الفقاريات هي عملية بأربع مراحل تشمل البنى الرئيسية للجهاز الهضمي، بدءًا من الابتلاع، ووضع الطعام في الفم، وانتهاءً بإخراج المواد غير المهضومة عبر فتحة الشرج. ينتقل الطعام من الفم إلى المعدة، حيث يتم تكسيره كيميائيًا على شكل كتلة. ثم ينتقل إلى الأمعاء، حيث تستمر عملية تحطيم الطعام إلى جزيئات بسيطة ويتم امتصاص النتائج كمغذيات في الجهاز الدوري والليمفاوي.
على الرغم من أن الشكل والحجم الدقيقين للمعدة يختلفان اختلافًا كبيرًا بين الفقاريات المختلفة، فإن المواضع النسبية لفتحتي المريء والإثني عشر تظل ثابتة نسبيًا. ونتيجة لذلك، ينحني العضو دائمًا إلى اليسار قليلاً قبل أن ينحني للوراء للالتقاء بالصمام البوابي. ومع ذلك، فإن الجلكيات، والاسماك المخاطية، والخرافيات، والأسماك الرئوية، وبعض الأسماك العظمية ليس لها معدة على الإطلاق، حيث يفتح المريء مباشرة في الأمعاء. تستهلك جميع هذه الحيوانات نظامًا غذائيًا إما لا يتطلب تخزينًا كبيرًا للطعام، أو لا يتطلب هضمًا مسبقًا بعصائر المعدة، أو كليهما.
الأمعاء الدقيقة هي جزء من الجهاز الهضمي يلي المعدة ويتبعها الأمعاء الغليظة، حيث يحدث معظم الهضم وامتصاص الطعام. في الأسماك، لا تكون أقسام الأمعاء الدقيقة واضحة، وقد يتم استخدام مصطلحات الأمعاء الأمامية أو القريبة بدلاً من الاثني عشر. توجد الأمعة الدقيقة في جميع الأسماك العظمية، على الرغم من أن شكلها وطولها يختلفان بشكل كبير بين الأنواع. في الأسماك العظمية، تكون قصيرة نسبيًا، وعادة ما تكون حوالي مرة ونصف طول جسم السمكة. عادة ما يكون لها عدد من البواب الأعور، وهي هياكل صغيرة تشبه الجراب على طولها تساعد على زيادة المساحة الكلية للعضو لامتصاص الطعام. لا يوجد صمام قولوني دقاقي في الأسماك العظمية، حيث يتم تحديد الحدود بين الأمعاء الدقيقة والمستقيم فقط بنهاية الظهارة الهضمية.
لا يوجد لدى الأسماك غير العظمية، مثل القروش والحفشية وسمك الرئة، معي أمعاء دقيقة بالمعنى الحرفي. بدلاً من ذلك، يشكل الجزء الهضمي للأمعاء لولبا معويا يربط المعدة بالمستقيم. في هذا النوع من الأمعاء، يكون المعى نفسه مستقيمًا نسبيًا، ولكن يوجد طية طويلة تمتد على طول السطح الداخلي بشكل لولبي، وقد تصل إلى عشرات اللفات. تعمل هذه الصمامة على زيادة كل من مساحة السطح والطول الفعلي للأمعاء. يشبه بطانة اللفافة المعوية بطانة الأمعاء الدقيقة في الأسماك العظمية والرباعيات غير الثديية. في الجلكيات، يكون الصمام الحلزوني صغيرًا للغاية، ربما لأن نظامهم الغذائي يتطلب القليل من الهضم. لا تحتوي الاسماك المخاطية على صمام حلزوني على الإطلاق، حيث يحدث الهضم في طول الأمعاء بالكامل تقريبًا، والذي لا ينقسم إلى مناطق مختلفة.
القولون هو الجزء الأخير من الجهاز الهضمي يوجد عادة في الحيوانات الفقارية. تتمثل وظيفتها في امتصاص الماء من بقايا الطعام غير القابل للهضم، ثم التخلص من المواد الباطلة عديمة الفائدة من الجسم. في الأسماك، لا يوجد قولون حقيقي، ولكن يوجد فقط مستقيم قصير يربط نهاية الجزء الهضمي للأمعاء بالمذرق (هي الفتحة الخلفية التي تعدّ الوحيدة من نوعها لفتح المسارات المعوية التناسلية و المسالك البولية لبعض الأنواع الحيوانية المعينة). في القروش، يشمل هذا غدة مستقيمية تفرز الملح للمساعدة في الحفاظ على توازن الجسم مع مياه البحر. تشبه الغدة إلى حد ما الأعور في البنية، لكنها ليست بنية متجانسة.
كما هو الحال مع العديد من الحيوانات المائية، تطلق معظم الأسماك نفاياتها النيتروجينية على شكل أمونيا. ينتشر جزء من النفايات عبر الخياشيم. يتم ترشيح نفايات الدم بواسطة الكلى.
تميل الأسماك المالحة إلى فقدان المياه بسبب ظاهرة الاسموزية. تعمل الكلى لديها على إعادة الماء إلى الجسم. يحدث العكس في أسماك المياه العذبة: فهي تميل إلى كسب الماء عن طريق الاسموزية. تنتج كلى هذه الأسماك بولًا مخففًا للإخراج. تمتلك بعض الأسماك كلى متكيفة بشكل خاص تختلف وظيفتها، مما يسمح لها بالانتقال من المياه العذبة إلى المياه المالحة.
في القروش، يمكن أن يستغرق الهضم وقتًا طويلاً. ينتقل الطعام من الفم إلى معدة على شكل حرف J، حيث يتم تخزينه ويحدث الهضم المبدئي. المواد غير المرغوبة قد لا تتجاوز المعدة أبدًا، وبدلاً من ذلك يتقيأ القرش أو يقلب معدته من الداخل إلى الخارج ويطرد المواد غير المرغوبة من فمه. أحد أكبر الاختلافات بين الجهاز الهضمي للقروش والثدييات هو أن القروش لديها أمعاء أقصر بكثير. يتم تحقيق هذا الطول القصير عن طريق الصمام الحلزوني ذو الدورات المتعددة داخل قسم قصير واحد بدلاً من الأمعاء الطويلة على شكل أنبوب. يوفر الصمام مساحة سطح كبيرة، مما يتطلب دوران الطعام داخل الأمعاء القصيرة حتى يتم هضمه تمامًا، وعندها تنتقل نفايات الطعام المتبقية إلى المذرق.

## نظام الغدد الصماء

### تنظيم السلوك الاجتماعي
الأوكسيتوسين هو مجموعة من الببتيدات العصبية الموجودة في معظم الفقاريات. يعمل أحد أشكال الأوكسيتوسين كهرمون مرتبط بالحب لدى الإنسان. في عام ٢٠١٢، حقن الباحثون أسماك البُلطي من النوع الاجتماعي نيولامبرولوغيس الطاحن [الإنجليزية] إما بالايزوتوسين أو بمحلول ملحي تحكمي. وجدوا أن الايزوتوسين يزيد من "استجابة المعلومات الاجتماعية"، مما يوحي بأنه "منظم رئيسي للسلوك الاجتماعي الذي تطور واستمر منذ العصور القديمة".

### تأثيرات التلوث
يمكن للأسماك أن تتراكم بيولوجيًا الملوثات التي يتم تصريفها في المجاري المائية. تؤثر المركبات المؤنثه الموجودة في المبيدات الحشرية ووسائل تحديد النسل والبلاستيك والنباتات والفطريات والبكتيريا والأدوية الاصطناعية التي تتسرب إلى الأنهار على الجهازين الصماويين للأنواع الأصلية. في بولدر، كولورادو، تُظهر أسماك الماصة البيضاء [الإنجليزية] التي تم العثور عليها في مجرى النهر أسفل محطة معالجة مياه الصرف الصحي البلدية نموًا جنسيًا ضعيفًا أو غير طبيعي. تعرضت الأسماك لمستويات أعلى من الإستروجين، مما أدى إلى تفريخ الأسماك. يظهر الذكور الأعضاء التناسلية الأنثوية، ويعاني كلا الجنسين من انخفاض الخصوبة، وارتفاع معدل وفيات الفقس.
تتعرض المساكن المياه العذبة في الولايات المتحدة على نطاق واسع للتلوث بمبيد الأترازين الشائع. هناك جدل حول مدى تأثير هذا المبيد على الجهازين الصماويين للأسماك والبرمائيات في المياه العذبة. يبلغ الباحثون غير ممولي الصناعة باستمرار عن آثار ضارة بينما يبلغ الباحثون الممولون من الصناعة باستمرار عن عدم وجود آثار ضارة.
في النظام البيئي البحري، تتراكم ملوثات الكلور العضوي مثل المبيدات الحشرية ومبيدات الأعشاب (DDT) والكلوردان داخل أنسجة الأسماك وتعطل نظام الغدد الصماء خاصتها. تم العثور على معدلات عالية من العقم ومستويات عالية من الكلور العضوي في أسماك قرش بونيثيد على طول ساحل خليج فلوريدا. هذه المركبات التي تعطل الغدد الصماء تشبه في بنائها الهرمونات الطبيعية الموجودة في الأسماك. يمكن أن تنظم التفاعلات الهرمونية في الأسماك من خلال:
- الارتباط بمستقبلات الخلايا، مما يتسبب في نشاط خلوي غير متوقع وغير طبيعي
- منع مواقع المستقبلات، مما يعيق النشاط
- تعزيز إنشاء مواقع مستقبلات إضافية، مما يعزز تأثيرات الهرمون أو المركب
- التفاعل مع الهرمونات الطبيعية، وتغيير شكلها وتأثيرها
- التأثير على تخليق الهرمونات أو استقلابها، مما يؤدي إلى عدم توازن أو كمية غير صحيحة من الهرمونات

## التنظيم الاسموزي

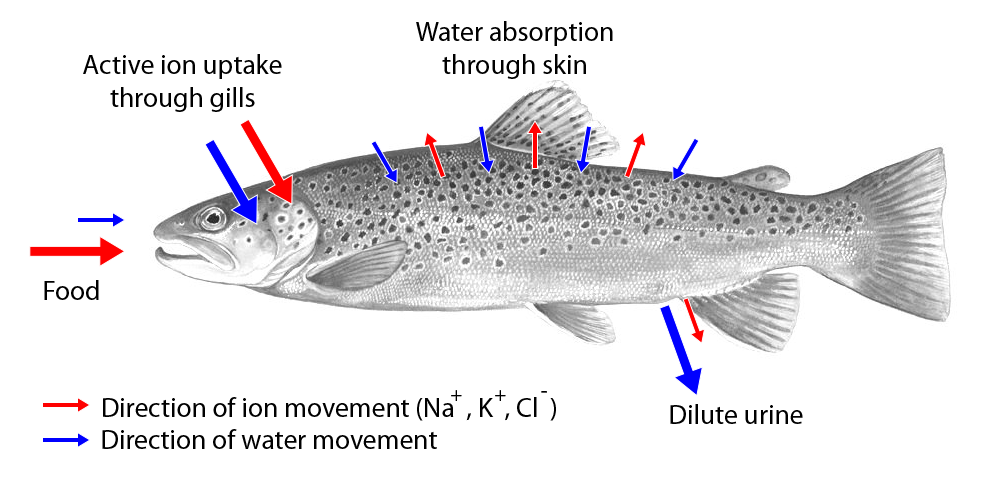
حركة الماء والأيونات في أسماك المياه العذبة

هناك نوعان رئيسيان للتنظيم الاسموزي وهما المتماثلات الاسموزية(الضغطية) والمُنظمات الاسموزية. تتطابق المتماثلات الاسموزية [الإنجليزية] بين الضغطية الداخلية (تركيز الأملاح) في أجسادها والبيئة المحيطة بها بشكل فعال أو سلبي. معظم اللافقاريات البحرية هي أمثلة على المتماثلات الاسموزية، على الرغم من أن التركيب الأيوني لها قد يختلف عن التركيب الأيوني لمياه البحر.

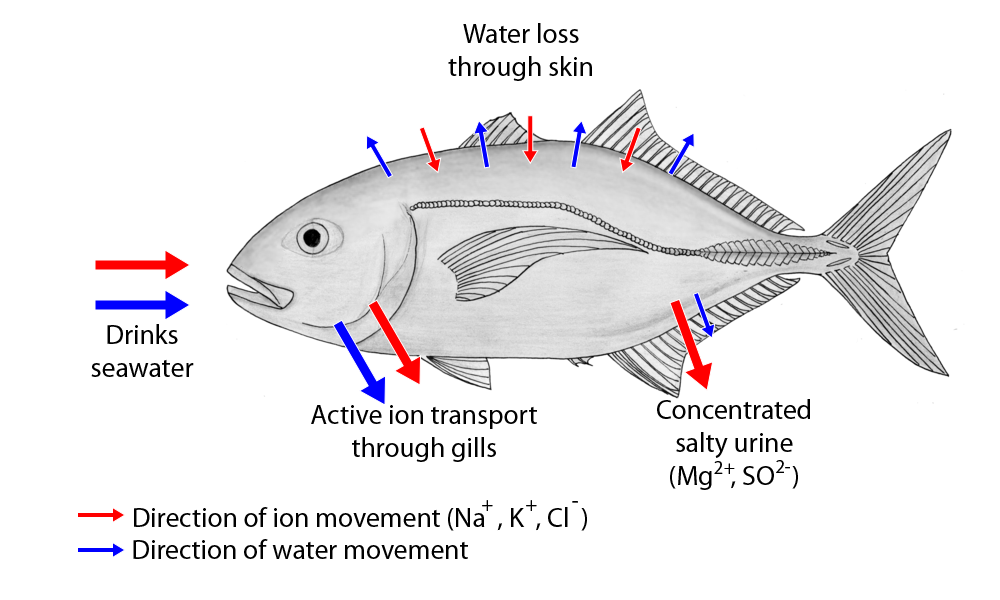
حركة الماء والأيونات في أسماك المياه المالحة

تنظم المفرزات الاسموزية الضغط التناضحي لأجسامها بشكل صارم، والذي يبقى دائمًا ثابتًا، وهي أكثر شيوعًا في المملكة الحيوانية. يتحكم التنظيم الاسموزي بتركيزات الملح بشكل فعال على الرغم من تركيزات الملح في البيئة. مثال على ذلك أسماك المياه العذبة. الخياشيم تمتص الملح بنشاط من البيئة باستخدام خلايا غنية بالميتوكوندريا. سوف ينتشر الماء إلى داخل السمكة، لذلك فهي تفرز بولًا مخففًا جدًا لطرد كل الماء الزائد. يقل التركيز التناضحي الداخلي للأسماك البحرية عن تركيز مياه البحر المحيطة، لذلك تميل إلى فقدان الماء واكتساب الملح. تفرز الملح بشكل فعال من الخياشيم. معظم الأسماك هي إستينوهالين [الإنجليزية]، مما يعني أنها تقتصر إما على المياه المالحة أو العذبة ولا يمكنها البقاء على قيد الحياة في المياه التي يختلف تركيز الملح فيها عما تتكيف معه. ومع ذلك، يُظهر بعض الأسماك قدرة هائلة على التنظيم الفعال للضغط التناضحي عبر نطاق واسع من الملوحة؛ تعرف الأسماك التي تمتلك هذه القدرة باسم الأنواع اليوريهالينية، على سبيل المثال، السلمون. لوحظ أن السلمون يسكن بيئتين مختلفتين تمامًا - المياه البحرية والعذبة - ومن الضروري التكيف مع كلتا البيئتين عن طريق إدخال تعديلات سلوكية وفسيولوجية.
على عكس الأسماك العظمية، باستثناء شوكيات الجوف، فإن دم وأنسجة القروش وغضروفية الأسماك بشكل عام تكون متساوية الضغط مع بيئاتها البحرية بسبب التركيز العالي لليوريا وأكسيد ثلاثي ميثيل أمين (TMAO)، مما يسمح لها بالحفاظ على التوازن الأسموزي مع مياه البحر. تمنع هذه الخاصية معظم القروش من البقاء على قيد الحياة في المياه العذبة، وبالتالي فهي تقتصر على البيئات البحرية. ومع ذلك، هناك بعض الاستثناءات، مثل قرش الثور، التي طورت طريقة لتغيير وظائف كليتها لطرد كميات كبيرة من اليوريا. عندما يموت قرش، تتحلل اليوريا إلى أمونيا بواسطة البكتيريا، مما يتسبب في انبعاث رائحة قوية من الأمونيا بشكل تدريجي من الجسم الميت.
اعتمدت القروش آلية مختلفة وفعالة للحفاظ على المياه، وهي التنظيم الاسموزي. يحتفظون باليوريا في دمائهم بتركيز أعلى نسبيا. اليوريا ضار بالأنسجة الحية، لذلك، للتعامل مع هذه المشكلة، تحتفظ بعض الأسماك بثلاثي ميثيل أمين N-أكسيد. يوفر هذا حلاً أفضل لتسمم اليوريا. القروش، التي لديها تركيز مذاب أعلى قليلاً (أي أعلى من 1000 mOsm وهو تركيز المذاب في البحر)، لا تشرب الماء مثل أسماك المياه العذبة.

## التنظيم الحراري
يشير مصطلحا ثابتة الحرارة (ذوات الدم الحار) والبرودة الداخلية (ذوات الدم البارد) إلى مدى استقرار درجة حرارة الكائن الحي. معظم الحيوانات ثابتة الحرارة هي ماصة للحرارة [الإنجليزية]، مثل الثدييات. ومع ذلك، يمكن أن تكون الحيوانات ذوات الحرارة الداخلية الاختيارية حيوانات ذوات الدم البارد في كثير من الأحيان، مما يعني أن درجة حرارتها يمكن أن تختلف بشكل كبير. وبالمثل، فإن معظم الأسماك هي حيوانات خارجية الحرارة، حيث يأتي كل ما لديها من حرارة من الماء المحيط. ومع ذلك، فإن معظمها من ذوات الدم الحار لأن درجة حرارتها مستقرة جدًا.
تفضل معظم الكائنات الحية نطاقًا معينًا من درجات الحرارة، ومع ذلك يمكن تكيف بعضها مع درجات حرارة أبرد أو أدفأ مما اعتادت عليه عادةً. عادة ما تكون درجة الحرارة المفضلة للكائن الحي هي درجة الحرارة التي يمكن أن تعمل فيها العمليات الفسيولوجية للكائن الحي بأعلى المعدلات. عندما تتأقلم الأسماك بدرجات حرارة أخرى، فقد تقل كفاءة عملياتها الفسيولوجية ولكنها ستستمر في العمل. تسمى هذه المنطقة الحرارية المحايدة التي يمكن للكائن الحي البقاء على قيد الحياة فيها إلى أجل غير مسمى.
قام عالم وظائف الأعضاء اتش.ام.فيرنون بعمل على درجة حرارة الموت ودرجة الحرارة الشللية (درجة حرارة التشنج الحراري) للحيوانات المختلفة. وجد أن أنواع من نفس الطائفة أظهرت قيمًا مشابهة جدًا لدرجة الحرارة، حيث كانت البرمائيات التي تم فحصها 38.5 درجة مئوية، والأسماك 39 درجة مئوية، والزواحف 45 درجة مئوية، والرخويات المختلفة 46 درجة مئوية.
للتكيف مع درجات الحرارة المنخفضة، طورت بعض الأسماك القدرة على البقاء فعالة حتى عندما تكون درجة حرارة الماء تحت الصفر. يستخدم البعض مضاد التجمد الطبيعي أو بروتينات مضادة التجمد [الإنجليزية] لمنع تكون بلورات الثلج في أنسجتهم.
معظم القروش "ذوات الدم البارد" أو بشكل أدق، ذوات الحرارة المتغيرة، مما يعني أن درجة حرارة جسمها الداخلية تتطابق مع درجة حرارة البيئة المحيطة بها. أما فصيلة اللخميات (مثل قرش ماكو قصير الزعنف والقرش الأبيض الكبير) فهي من ذوات الحرارة الداخلية وتحافظ على درجة حرارة جسم أعلى من الماء المحيط. في هذه القروش، يولد شريط من العضلات الحمراء التنفس الخلوي الواقع بالقرب من مركز الجسم الحرارة، والتي يحافظ عليها الجسم عن طريق آلية تبادل التيار المضاد بواسطة نظام من الأوعية الدموية يسمى الشبكة العجيبة. يُعتقد أن قرش دراس الشائع لديه آلية مماثلة للحفاظ على درجة حرارة الجسم مرتفعة، ويُعتقد أنها تطورت بشكل مستقل.
يمكن للتونة الحفاظ على درجة حرارة أجزاء معينة من جسمها أعلى من درجة حرارة مياه البحر المحيطة. على سبيل المثال، يحافظ التونة ذات الزعانف الزرقاء على درجة حرارة الجسم الداخلية بين 25 و 33 درجة مئوية (77 و 91 درجة فهرنهايت)، حتى في المياه التي تصل إلى 6 درجات مئوية (43 درجة فهرنهايت). ومع ذلك، على عكس الكائنات ذات الدم الحار النموذجية مثل الثدييات والطيور، لا تحافظ التونة على درجة حرارة الجسم ضمن نطاق ضيق نسبيًا. تصل التونة إلى درجة حرارة الجسم الداخلية عن طريق الحفاظ على الحرارة المتولدة من خلال عملية التمثيل الغذائي الطبيعية. تقوم الشبكة العجيبة ("الشبكة الرائعة")، وهي تشابك الأوردة والشرايين في محيط الجسم، بنقل الحرارة من الدم الوريدي إلى الدم الشرياني عبر نظام تبادل مضاد للتيار، وبالتالي تخفيف تأثيرات تبريد السطح. وهذا يسمح للتونة برفع درجات حرارة الأنسجة عالية التنفس في العضلات الهيكلية والعينين والدماغ، مما يدعم سرعات سباحة أسرع ويقلل من استهلاك الطاقة، ويسمح لها بالبقاء على قيد الحياة في المياه الباردة على نطاق أوسع من بيئات المحيطات مقارنة بالأسماك الأخرى. ومع ذلك، في جميع أنواع التونة، يعمل القلب بدرجة حرارة المحيط، حيث يتلقى دمًا باردًا، ويكون الدوران التاجي مباشرة من الخياشيم.
على الرغم من أن معظم الأسماك تعتمد بشكل كامل على البيئة الخارجية لتنظيم درجة حرارة جسمها، إلا أن هناك استثناءات. حيث تحافظ أنواع معينة من الأسماك على درجة حرارة جسم مرتفعة. تندرج جميع العظميات ضمن الرتيبة الفرعية أسقمرياوات وتشمل أسماك أبو سيف والتونة، بما في ذلك نوع من إسقمري، سمكة الملك الفراشة [الإنجليزية]. جميع القروش ضمن فصيلة اللخميات – الماكو الزعنفة القصيرة، والماكو الزعنفة الطويلة، والأبيض، وقرش بربيجل، وقرش السلمون – تعتبر كذلك من ذوات الدم الحار، وتشير الأدلة إلى وجود هذه الصفة أيضًا في فصيلة قروش دراس. تختلف درجة الحرارة الداخلية بين أبو سيف الذي لا يسخن سوى عينيه ودماغه، وأسماك التونة ذات الزعانف الزرقاء وقروش بربيجل التي تحافظ على درجة حرارة جسمها أعلى بـ20 درجة مئوية (36 درجة فهرنهايت) عن درجة حرارة المياه المحيطة بها. انظر ايضا عظيمة الحرارة. يُعتقد أن خاصية تنظيم درجة حرارة الجسم الداخلية، على الرغم من كلفتها الأيضية، توفر مزايا مثل زيادة قوة العضلات ومعدلات أعلى لمعالجة الجهاز العصبي المركزي ومعدلات أعلى للهضم.
في بعض الأسماك، تسمح الشبكة الرائعة بزيادة درجة حرارة العضلات في المناطق التي توجد بها هذه الشبكة من الأوردة والشرايين. تستطيع الأسماك تنظيم درجة حرارة مناطق معينة من جسمها. بالإضافة إلى ذلك، تؤدي هذه الزيادة في درجة الحرارة إلى زيادة في درجة حرارة الأيض الأساسي. أصبحت الأسماك الآن قادرة على تقسيم أدينوسين ثلاثي الفوسفات (ATP) بمعدل أعلى ويمكنها في النهاية السباحة بشكل أسرع.
يمكن لعين أبو سيف أن تنتج حرارة لتتكيف بشكل أفضل مع اكتشاف فريستها على أعماق 600 متر.

## الجهاز العضلي

مقطع عرضي من العظميات

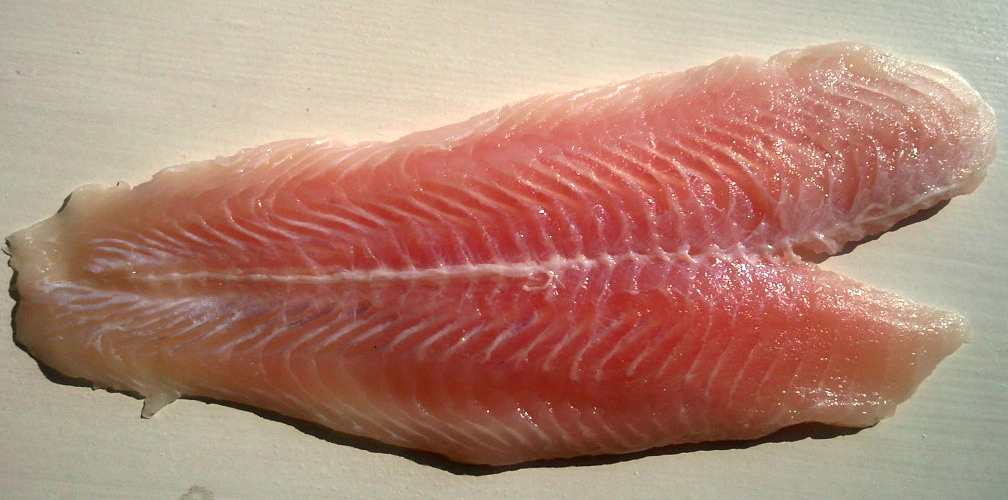
شرائح سمك القرش قزحي الألوان تظهر بنية القسيم العضلي

تسبح الأسماك عن طريق تحريك العضلات الحمراء الطولية والعضلات البيضاء المائلة. العضلات الحمراء هوائية وتحتاج للأكسجين الذي يوفره الميوغلوبين. العضلات البيضاء لا هوائية ولا تحتاج للأكسجين. تُستخدم العضلات الحمراء للنشاط المستمر مثل الانطلاق بسرعات بطيئة في هجرات المحيطات. تُستخدم العضلات البيضاء في نوبات النشاط، مثل القفز أو الانطلاق المفاجئ للسرعة من أجل اصطياد الفريسة.
يحتوي معظم الأسماك على عضلات بيضاء ، لكن عضلات بعض الأسماك، مثل الأسقمريات والسلمونيات، تتراوح من الوردي إلى الأحمر الداكن. تكتسب العضلات الحمراء اللون من الميوجلوبين، وهو جزيء يرتبط بالأكسجين، والذي يعبر عنه التونة بكميات أعلى بكثير من معظم الأسماك الأخرى. يمكّن الدم الغني بالأكسجين كذلك من توصيل الطاقة إلى عضلاتها.
تتحرك معظم الأسماك عن طريق تقلص مجموعات عضلية متزاوجة بشكل متبادل على جانبي العمود الفقري. تشكل هذه الانقباضات منحنيات على شكل حرف S تتحرك أسفل الجسم. وبينما تصل كل منحنى إلى الزعنفة الظهرية، يتم تطبيق قوة دفع للخلف على الماء، وبالاقتران مع الزعانف، فإنها تحرك السمكة للأمام. تعمل زعانف السمكة مثل رفرفات الطائرة. كما تزيد الزعانف من مساحة سطح الذيل، مما يزيد السرعة. يقلل جسم السمكة الانسيابي من كمية الاحتكاك بالماء.
تعد العضلات القطعية أو كتل الليف العضلي والتي تمتد من الرأس إلى الذيل مفصولة بنسيج ضام يسمى القسيم العضلي، من السمات المميزة للعديد من الحيوانات التي تستخدم الحركة الموجية. بالإضافة إلى ذلك، تتجه بعض مجموعات العضلات القطعية، مثل عضلات جدار الجسم الجانبية المحورية عند السمندر، بزاوية بالنسبة للإتجاه الطولي. بالنسبة لهذه الألياف المائلة يكون الشد في الإتجاه الطولي أكبر من الشد في إتجاه ألياف العضلات مما يؤدي إلى نسبة تروس هندسية أكبر من 1. تنتج زاوية توجيه أولية أكبر وانتفاخ ظهري بطني أكبر عن انقباض عضلي أسرع ولكنها تؤدي إلى كمية أقل من إنتاج القوة. يُفترض أن الحيوانات تستخدم آلية تروس متغيرة تسمح بالتنظيم الذاتي للقوة والسرعة لتلبية المتطلبات الميكانيكية للانقباض. عندما تتعرض العضلة الريشية لقوة منخفضة، فإن مقاومة التغيرات في عرض العضلة تتسبب في دورانها مما يؤدي بالتالي إلى نسبة تروس هندسية أعلى (سرعة عالية). ومع ذلك، عند تعرضها لقوة عالية، فإن مكون قوة ألياف العضلات العمودية يتغلب على مقاومة التغيرات في العرض وينضغط العض مما ينتج عنه نسبة تروس هندسية أقل (قادرة على الحفاظ على خرج قوة أعلى).
أثناء السباحة، تنثني معظم الأسماك كعزيمة طولية بسيطة ومتجانسة من خلال تقلصات ألياف العضلات الحمراء الطولية وألياف العضلات البيضاء المائلة الموجودة داخل العضلات المحورية القطعية. إجهاد ألياف العضلات الحمراء الطولية (εf) الذي تتعرض له ألياف العضلات الحمراء الطولية يعادل الإجهاد الطولي (εx). تظهر ألياف العضلات البيضاء العميقة تنوعًا في الترتيب. يتم تنظيم هذه الألياف في هياكل مخروطية الشكل وترتبط بأوراق النسيج الضام المعروفة باسم اللفافة العضلية؛ يظهر كل ليف مسارًا مميزًا ظهرانيًا بطنيًا (α) ووسطيًا جانبيًا (φ). تتنبأ نظرية العمارة القطعية بأن ، εx> εf. تؤدي هذه الظاهرة إلى نسبة تروس هندسية معمارية، يتم تحديدها على أنها الإجهاد الطولي مقسومًا على إجهاد الألياف (εx / εf)، أكبر من واحد وتضخيم السرعة الطولية؛ علاوة على ذلك، يمكن تعزيز تضخيم السرعة الناشئة عن طريق التروس المعمارية المتغيرة عبر التغييرات في الشكل الجانبي الظهري والوسطي الجانبي، وهو نمط يُلاحظ في تقلصات العضلات الريشية. تلتقط نسبة التروس الأحمر إلى الأبيض (εf الأحمر / εf الأبيض) التأثير المشترك لإجهاد ألياف العضلات الحمراء الطولية وألياف العضلات البيضاء المائلة.

## الطفو

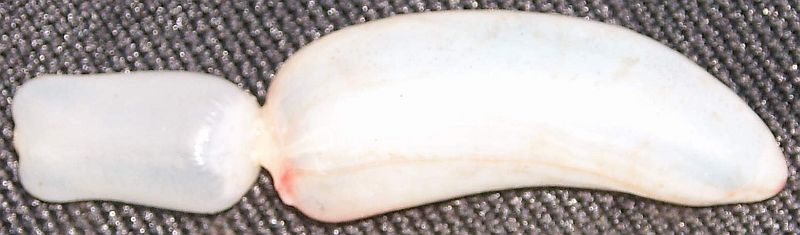
مثانة السباحة في سمكة رود المشترك

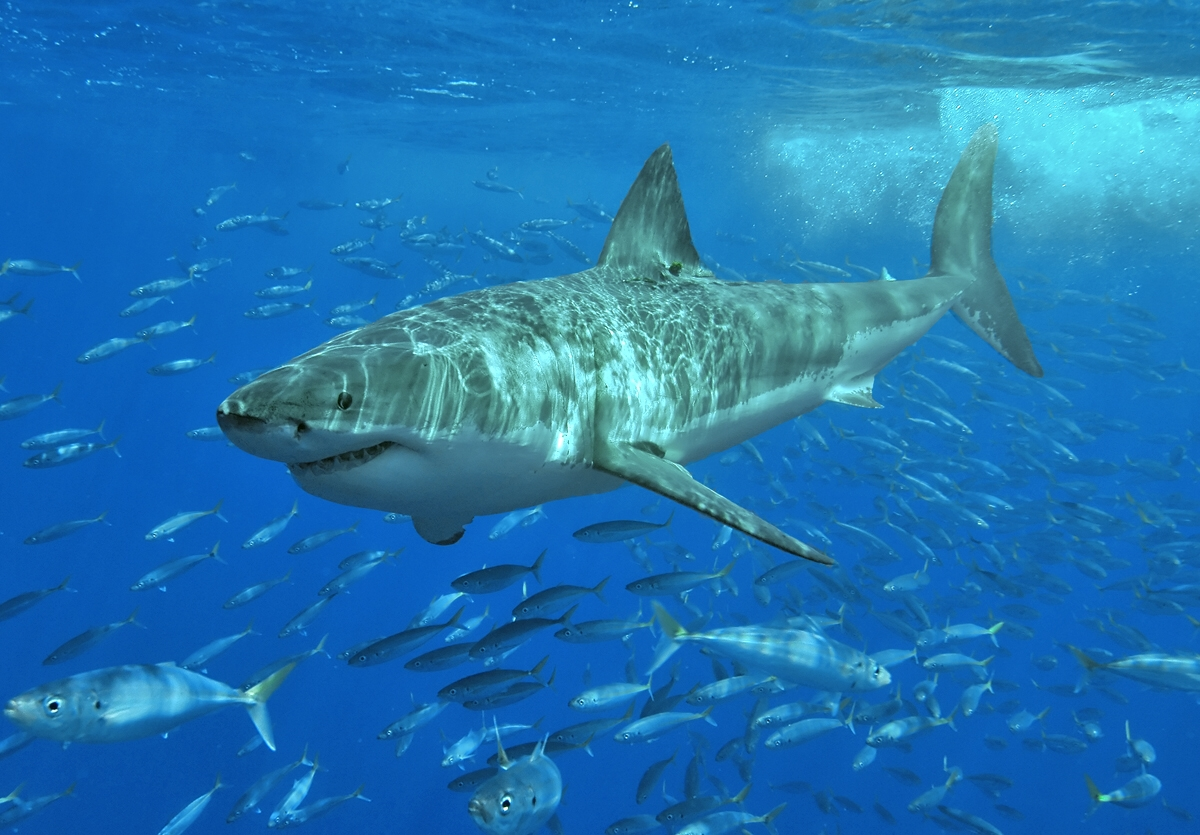
القروش، مثل قرش البحر الأبيض الكبير هذا الذي يزن ثلاثة أطنان، ليس لديها أكياس للسباحة. تحتاج معظم القروش إلى الاستمرار في السباحة لتجنب الغرق.

جسم السمكة أكثف من الماء، لذلك يجب على الأسماك تعويض الفرق وإلا فإنها تغرق. تمتلك العديد من الأسماك العظمية عضوًا داخليًا يسمى المثانة الهوائية، أو المثانة الغازية، والذي يضبط طفوها من خلال التلاعب بالغازات. وبهذه الطريقة، يمكن للأسماك البقاء عند عمق المياه الحالي، أو الصعود والهبوط دون الحاجة إلى إهدار الطاقة في السباحة. توجد المثانة فقط في الأسماك العظمية. أما في الفئات الأكثر بدائية مثل سمك لوسيسيناي [الإنجليزية]، وكثيرات الزعانف، والأسماك الرئوية، فإن المثانة تكون متصلة بالمريء وتعمل كرئة أيضًا. وغالبًا ما تكون غائبة في الأسماك سريعة السباحة مثل عائلات التونة والإسْقُمريّ. تسمى حالة كون المثانة متصلة بالمريء بالنفاخة المعدية، والحالة المغلقة بالنفاخة المسدة. في الحالة الأخيرة، يتم التحكم في محتوى الغاز في المثانة من خلال الشبكة الرائعة، وهي شبكة من الأوعية الدموية تؤثر على تبادل الغازات بين المثانة والدم.
في بعض الأسماك، تملأ الشبكة الرائعة المثانة الهوائية بالأكسجين. يتم استخدام نظام تبادل مضاد للتيار بين الشعيرات الوريدية والشريانية. عن طريق خفض مستويات الأس الهيدروجيني في الشعيرات الوريدية، ينفصل الأكسجين عن الهيموجلوبين الموجود في الدم. وهذا يؤدي إلى زيادة تركيز الأكسجين في الدم الوريدي، مما يسمح للأكسجين بالانتشار عبر غشاء الشعيرات إلى الشعيرات الشريانية، حيث لا يزال الأكسجين مرتبطًا بالهيموجلوبين. تستمر دورة الانتشار حتى يصبح تركيز الأكسجين في الشعيرات الشريانية مشبعًا جدًا (أكبر من تركيز الأكسجين في المثانة الهوائية). عند هذه النقطة، ينتشر الأكسجين الحر الموجود في الشعيرات الشريانية إلى المثانة الهوائية عبر الغدة الغازية.
على عكس الأسماك العظمية، لا يمتلك القرش مثانة غاز للطفو. بدلاً من ذلك، يعتمد القرش على كبد كبير مليء بالزيت الذي يحتوي على سكوالين، وغضروفه الذي يقل كثافته عن عظام الأسماك العادية إلى النصف تقريبًا. يشكل كبد القرش ما يصل إلى 30٪ من إجمالي كتلة جسمه. فعالية الكبد محدودة، لذلك يستخدم القرش الرفع الديناميكي للحفاظ على العمق عندما لا يسبح. تقوم أسماك قرش الرمل الببري بتخزين الهواء في معدتها، واستخدامه كنوع من المثانة الهوائية. يحتاج معظم القروش إلى السباحة باستمرار للتنفس ولا يمكنهم النوم لفترة طويلة دون أن يغرقو (إن غرقو أصلاً). ومع ذلك، فإن بعض الأنواع، مثل القرش الحاضن، قادرة على ضخ الماء عبر خياشيمها، مما يسمح لها بالراحة على قاع المحيط.

## الأنظمة الحسية
تملك معظم الأسماك أجهزة حسية متطورة للغاية. يتمتع جميع الأسماك تقريبًا التي تعيش في ضوء النهار برؤية ملونة لا تقل جودة عن رؤية الإنسان (راجع رؤية الأسماك). تمتلك العديد من الأسماك أيضًا مستقبلات كيميائية مسؤولة عن حاسة تذوق وشم استثنائيتين. على الرغم من وجود آذان لدى العديد من الأسماك، إلا أن سمعها قد لا يكون جيدًا جدًا. تمتلك معظم الأسماك مستقبلات حساسة تشكل جهاز الخط الجانبي [الإنجليزية]، الذي يكتشف التيارات والاهتزازات اللطيفة، ويشعر بحركة الأسماك والفرائس القريبة. يمكن للقروش أن يستشعر الترددات في نطاق 25 إلى 50 هرتز من خلال خطه الجانبي.
توجه الأسماك نفسها باستخدام المعالم وقد تستخدم خرائط ذهنية تعتمد على معالم أو رموز متعددة. يكشف سلوك الأسماك في المتاهات أنها تمتلك ذاكرة مكانية وتمييز بصري.

### الرؤية
الرؤية هي نظام حسي مهم لمعظم أنواع الأسماك. تشبه عيون الأسماك عيون الفقاريات الأرضية مثل الطيور والثدييات، لكن عدساتها أكثر كروية. تحتوي شبكيات عيونها بشكل عام على كل من الخلايا العصوية والمخروطية (للرؤية الظلامية والنهارية)، وتتمتع معظم الأنواع برؤية ملونة. يمكن لبعض الأسماك رؤية الأشعة فوق البنفسجية ويمكن لبعضها رؤية الضوء المستقطب. من بين الأسماك الافكيات، تمتلك الجلكيات عيونًا متطورة، بينما لا يمتلك الاسماك المخاطية سوى بقع عينية بدائية. يظهر بصر الأسماك تكيفًا مع بيئتها البصرية، على سبيل المثال، تمتلك أسماك أعماق البحار عيونًا تتناسب مع البيئة المظلمة.

### السمع
يعد السمع نظامًا حسيًا مهمًا لمعظم أنواع الأسماك. تقل قدرة السمع على تحديد عتبة السمع وموقع مصدر الصوت تحت الماء، حيث تكون سرعة الصوت أسرع من الهواء. يحدث السمع تحت الماء عن طريق التوصيل العظمي، ويبدو أن تحديد موقع الصوت يعتمد على اختلافات السعة التي يتم اكتشافها بواسطة التوصيل العظمي. ومع ذلك، فإن الحيوانات المائية مثل الأسماك لديها جهاز سمع أكثر تخصصًا يعمل بشكل فعال تحت الماء.
يمكن للأسماك أن تشعر بالصوت من خلال خطوطها الجانبية والحوثيميّة [الإنجليزية] (الحجر السمعي أو عضو الحس الساكن). تسمع بعض الأسماك، مثل بعض أنواع الشبوط والرنجة، من خلال مثانات العوم الخاصة بها، والتي تعمل كمساعد للسمع.
يعتبر السمع متطورًا بشكل جيد في الشبوط، الذي يحتوي على جهاز ويبرين [الإنجليزية]، وهو عبارة عن تركيب تشريحي يربط المثانة الهوائية بجهاز السمع لدى الأسماك وينقل الاهتزازات إلى الأذن الداخلية.
على الرغم من صعوبة اختبار سمع القرش، إلا أن لديها على الأرجح حاسة سمع حادة ويمكنها ربما سماع الفريسة على بعد أميال عديدة. تؤدي فتحة صغيرة على كل جانب من رؤوسها (ليست التنفس) مباشرة إلى الأذن الداخلية من خلال قناة رقيقة. يظهر الخط الجانبي ترتيبًا مشابهًا، وهو مفتوح للبيئة من خلال سلسلة من الفتحات تسمى مسام الخط الجانبي. هذا هو تذكير بالأصل المشترك لهاتين العضوين المستشعرين للاهتزاز والصوت اللذان يتم تجميعهما معًا كنظام الخط الجانبي السمعي. في الأسماك العظمية والرباعيات، فقد تم فقدان الفتحة الخارجية إلى الأذن الداخلية.

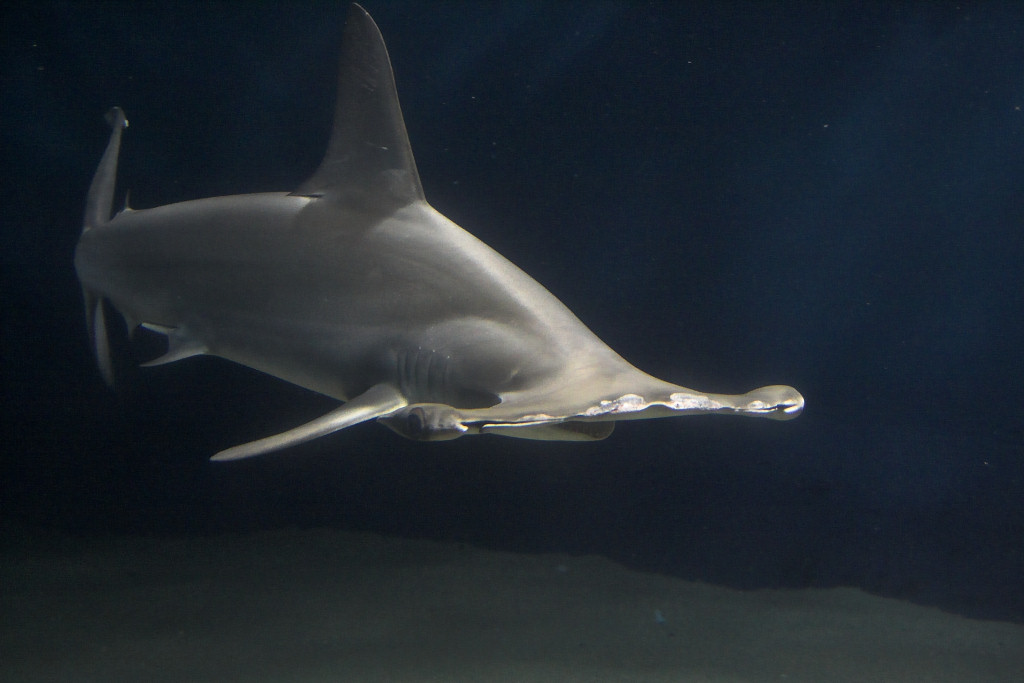
يُعتقد أن شكل رأس (القرش أبو مطرقة) يعزز حاسة الشم عن طريق زيادة المسافة بين فتاتي الانف.

### الاستقبال الكيميائي
أسماك القرش لديها حاسة شم قوية تقع في قناة قصيرة (غير ملتحمة على عكس الأسماك العظمية) بين فتحتي الأنف الأمامية والخلفية، حيث يمكن لبعض الأنواع أن تكتشف جزءًا واحدًا فقط من كل مليون جزء من الدم في مياه البحر.
تتمتع أسماك القرش بالقدرة على تحديد اتجاه رائحة معينة بناءً على توقيت اكتشاف الرائحة في كل منخر. وهذا مشابه للطريقة التي تستخدمها الثدييات لتحديد اتجاه الصوت .
تنجذب أسماك القرش أكثر إلى المواد الكيميائية الموجودة في أمعاء العديد من الأنواع، ونتيجة لذلك تتسكع غالبًا بالقرب من مصبات الصرف الصحي أو داخلها. تمتلك بعض الأنواع، مثل القرش الحاضن، شعيرات خارجية تزيد بشكل كبير من قدرتها على استشعار الفريسة.

### استشعار المجال المغناطيسي
أجريت دراسات على استشعار المجال المغناطيسي لدى الأسماك العظمية بشكل رئيسي على أسماك السلمون. تمتلك أسماك السلمون الأحمر وسلمون شينوك على حد سواء القدرة على تحديد الاتجاه. وقد تم إثبات ذلك من خلال تجارب أجريت في الثمانينيات من خلال تغيير محور المجال المغناطيسي حول خزان دائري يحتوي أسماكًا صغيرة؛ حيث أعادت توجيه نفسها وفقًا للمجال.

مستقبلات المجال الكهرومغناطيسي (مصابيح لورنزيني) والقنوات الكاشفة للحركة في رأس القرش

### الاستقبال الكهربائي
بعض الأسماك، مثل سلوريات الشكل والقروش، لديها أعضاء تتيح لها استشعار التيارات الكهربائية الضعيفة التي تصل إلى ميلي فولت. ويمكن لأسماك أخرى، مثل أسماك سكينيات الشكل، أن تنتج تيارات كهربائية ضعيفة تستخدمها في الملاحة والتواصل الاجتماعي.
في القروش، تعمل مصابيح لورنزيني كأعضاء مستقبلة للكهرباء. ويبلغ عددها بالمئات إلى الآلاف. يستخدم القرش مصابيح لورنزيني للكشف عن المجالات الكهرومغناطيسية التي تنتجها جميع الكائنات الحية. وهذا يساعد القروش (خاصة قرش أبو مطرقة) على إيجاد الفريسة. يتمتع القرش بأعلى حساسية كهربائية لأي حيوان. يجد القرش الفريسة المخبأة في الرمال عن طريق اكتشاف المجالات الكهربائية التي تنتجها. كما تولد التيارات المحيطية المتحركة في المجال المغناطيسي للأرض مجالات كهربائية يمكن أن يستخدمها القرش للتوجه وربما الملاحة.
- تسمح مصابيح لورنزيني للقروش باستشعار التفريغ الكهربائي.
- يمكن للأسماك الرعاش أن تنتج مجالات كهربائية من خلال عضلات معدلة في جسمها.

### الألم
تجارب أجراها ويليام تافولجا تقدم أدلة على أن الأسماك لديها استجابات للألم والخوف. على سبيل المثال، في تجارب تافولجا، كان سمك المتعلجمات يصدر أصواتاً حادة عند صعقه كهربائياً، وبمرور الوقت أصبح يصدر أصواتًا بمجرد رؤية قطب كهربائي.
في عام 2003، خلص العلماء الاسكتلنديون في جامعة إدنبرة ومعهد روزلين إلى أن سمك السلمون المرقط يُظهر سلوكيات ترتبط غالبًا بالألم لدى الحيوانات الأخرى. حقن سم النحل وحمض الخليك في شفاه السمكة أدى إلى تحركها بشكل متذبذب وفرك شفتيها على جانبي وأرضية أحواضها ، وهو ما فسره الباحثون على أنه محاولات لتخفيف الألم، على غرار ما تفعله الثدييات. أطلقت الخلايا العصبية (النيورونات) أنماطًا تشبه الأنماط العصبية البشرية.
زعم الأستاذ جيمس د.روز من جامعة وايومنغ أن الدراسة بها خلل لأنها لم تقدم دليلاً على أن الأسماك تمتلك "وعيًا ، خاصة نوع من الوعي يشبه وعينا بشكل مجدي". يجادل روز بأنه بما أن أدمغة الأسماك مختلفة تمامًا عن أدمغة البشر، فمن المحتمل أن الأسماك ليست واعية بالطريقة التي يكون بها البشر، وبالتالي فإن ردود الفعل المشابهة لردود فعل البشر تجاه الألم لها أسباب أخرى بدلاً من ذلك. نشر روز دراسة قبل عام يجادل فيها بأن الأسماك لا يمكنها أن تشعر بالألم لأن أدمغتها تفتقر إلى قشرة جديدة. ومع ذلك، يجادل عالمة سلوك الحيوان تمبل جراندين بأن الأسماك لا تزال يمكن أن تكون لها وعيا بدون قشرة جديدة لأن "أنواعًا مختلفة يمكنها استخدام هياكل وأنظمة دماغية مختلفة للتعامل مع نفس الوظائف".
يثير دعاة الرفق بالحيوان مخاوف بشأن المعاناة المحتملة للأسماك التي يسببها الصيد بالصنارة. وقد حظرت بعض الدول، مثل ألمانيا، أنواعًا معينة من الصيد، وتقوم الجمعية الملكية البريطانية لمنع القسوة على الحيوانات الآن بمقاضاة الأفراد الذين يمارسون القسوة على الأسماك بشكل رسمي.

## العمليات التكاثرية
يختلف تطور الاوغونيوم [الإنجليزية] (البيضة غير الناضجة) في أسماك العظم حسب المجموعة، ويسمح تحديد ديناميكية تكوين البويضات بفهم عمليات النضج والإخصاب. تتسم عملية نضج البويضة بتغيرات في النواة والسيتوبلازم (عصارة الخلية) والطبقات المحيطة.
بصيلات ما بعد الإباضة هي هياكل تتشكل بعد إطلاق البويضة؛ ليس لها وظيفة صماء داخلية (هرمونية)، ولها تجويف واسع غير منتظم، ويتم إعادة امتصاصها بسرعة في عملية تتضمن موت الخلايا البصيلية. تمتص عملية التنكس تسمى ضمور البصيلات البويضات المكونة للصفار (صفار البيض) والتي لم يتم تبويضها. ويمكن أن تحدث هذه العملية أيضًا، ولكن بشكل أقل تكرارًا، في البويضات في مراحل التطور الأخرى.
بعض الأسماك خنثى، حيث توجد لديها الخصيتان والمبيضان إما في مراحل مختلفة من دورة حياتها أو كما هو الحال في أسماك الهاملت [الإنجليزية]، تمتلكها في وقت واحد.
أكثر من 97٪ من جميع الأسماك المعروفة هي بيوضة، أي أن البيض يتطور خارج جسم الأم. تشمل أمثلة الأسماك البيوضة سمك السلمون والسمك الذهبي والبلطية والتونة والأنقليس. في غالبية هذه الأنواع، يحدث الإخصاب خارج جسم الأم، حيث تفرخ الأسماك الذكور والإناث أمشاجها في الماء المحيط. ومع ذلك ، فإن بعض الأسماك البيوضة تمارس الإخصاب الداخلي، حيث يستخدم الذكر نوعًا من الأعضاء التناسلية الداخلية لإيصال الحيوانات المنوية إلى الفتحة التناسلية للأنثى، ولا سيما أسماك القرش البيوضة، مثل قرش القرن، والشفنينات البيوضة، مثل الورنكية. في هذه الحالات، يكون الذكر مجهزًا زوجًا من الزعانف الحوضية المعدلة المعروفة باسم الحاضنات.

يمكن للأسماك البحرية إنتاج كميات كبيرة من البيض التي يتم إطلاقها غالبًا في عمود الماء المفتوح. يبلغ قطر البيضات في المتوسط 1 ملليمتر (0.039 بوصة). وعادة ما تكون البيض محاطة بالأغشية الجنينية الإضافية ولكنها لا تطور قشرة صلبة أو ناعمة حول هذه الأغشية. تحتوي بعض الأسماك على طبقات جلدية سميكة، خاصة إذا كان يجب أن تتحمل القوة الفيزيائية أو الجفاف. يمكن أن تكون بيض هذا النوع أيضًا صغيرة جدًا وهشة.

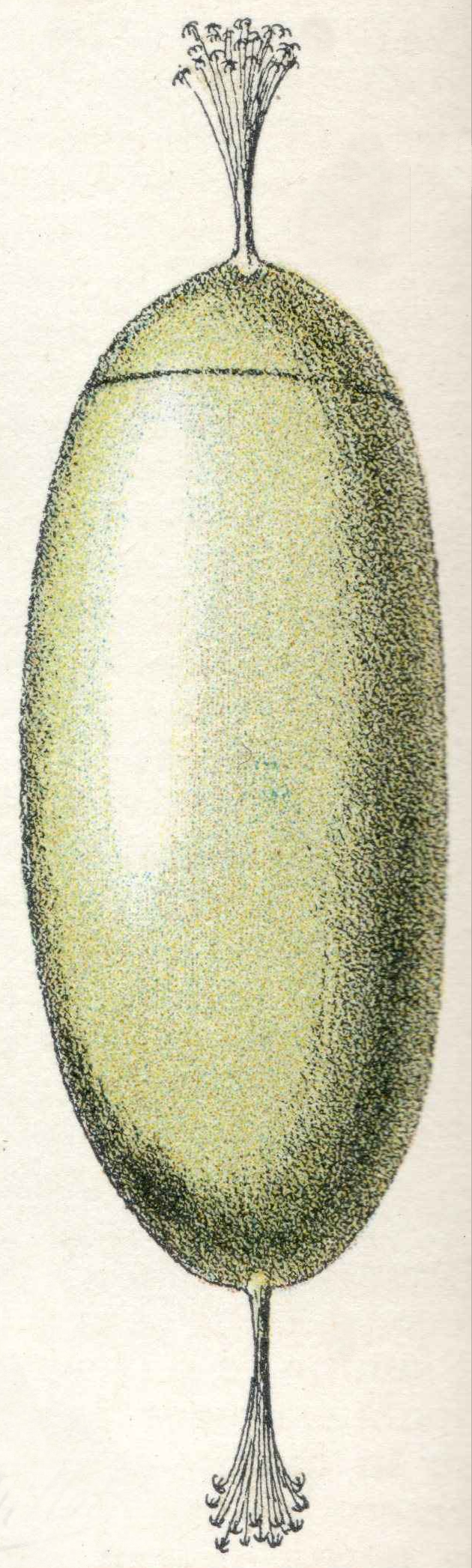
بيضة سمك الجلكيات
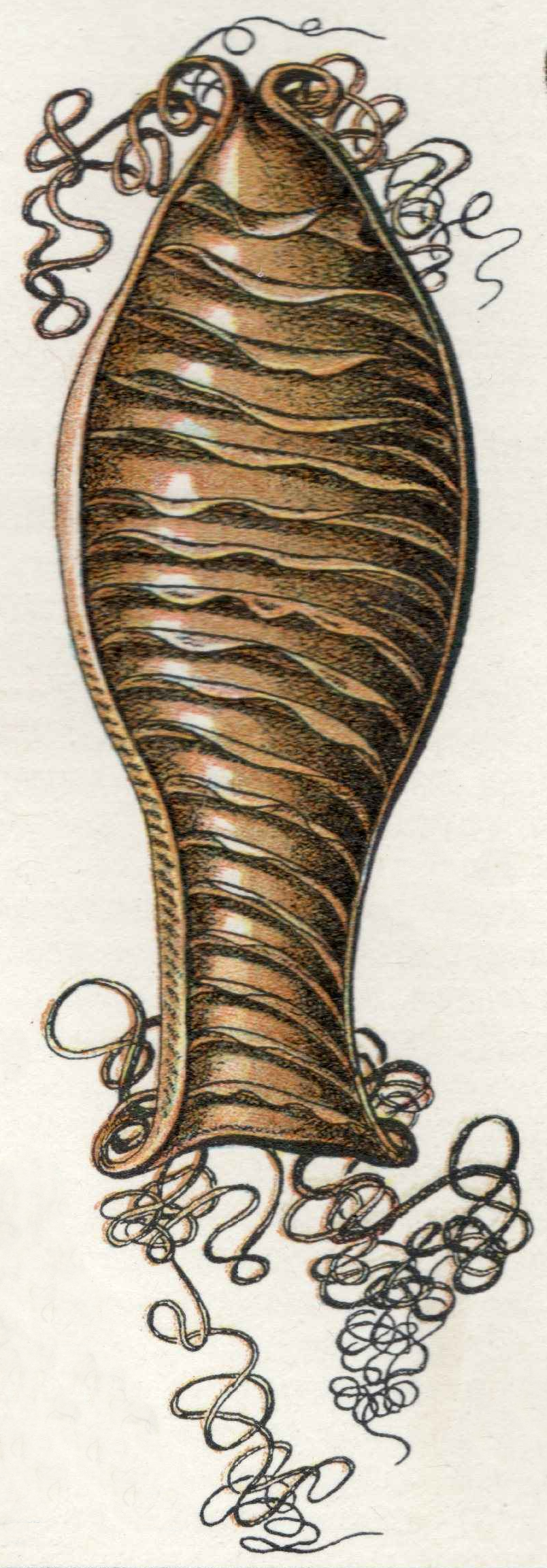
بيضة القرش القطي
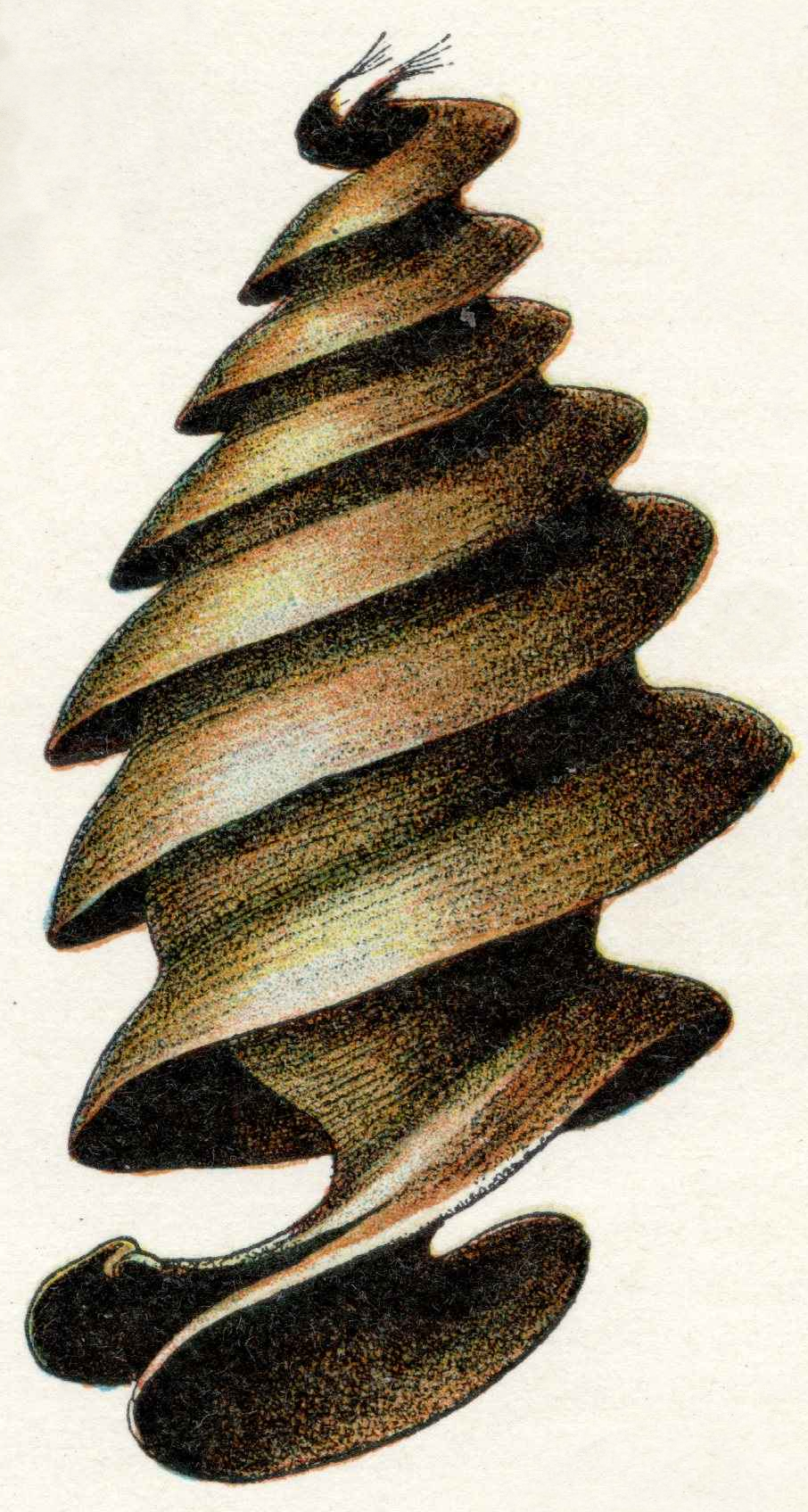
بيضة قرش رأس الثور
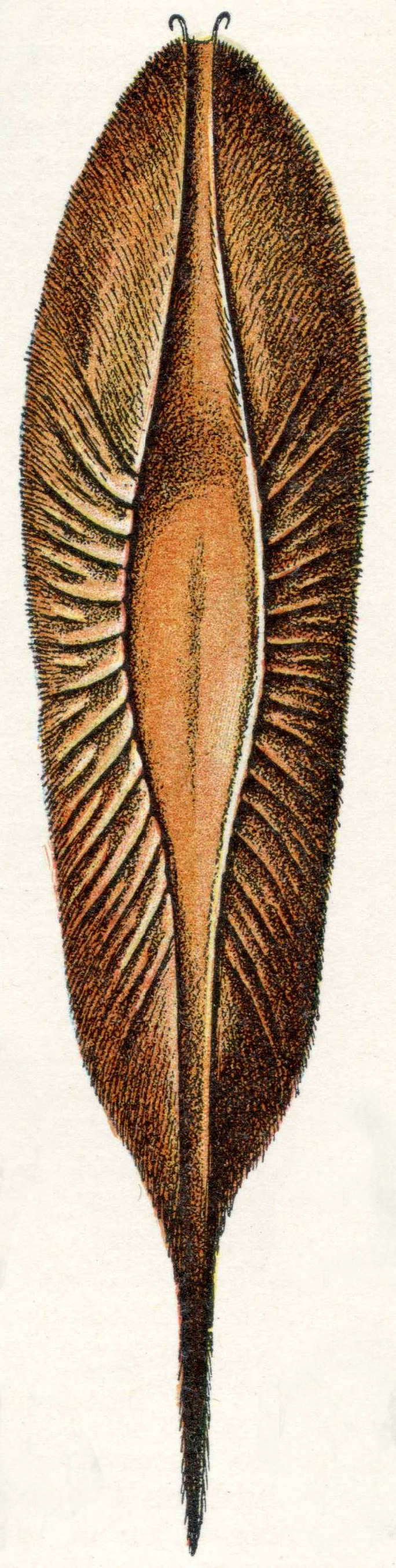
بيضة سمك الخرافيات

الفقس الجديد للأسماك البيوضة تسمى اليرقات. عادة ما تكون مشوهة إلى حد ما، وتحمل كيس مح صفار كبير (للتغذية) وتختلف اختلافًا كبيرًا في المظهر عن العينات الصغيرة والبالغة. تكون فترة اليرقات في الأسماك البيوضة قصيرة نسبيًا (عادةً بضعة أسابيع فقط)، وتنمو اليرقات وتتغير بسرعة في المظهر والبنية (عملية تسمى الاستحالة) لتصبح صغارًا. خلال هذا الانتقال، يجب على اليرقات التحول من كيس المح إلى التغذية على فريسة العوالق الحيوانية، وهي عملية تعتمد على كثافة العوالق الحيوانية غير الكافية عادة، مما يؤدي إلى تجويع العديد من اليرقات.
في الأسماك البيوضة الداخلية، تتطور البويضات داخل جسم الأم بعد الإخصاب الداخلي ولكنها تتلقى القليل من الغذاء أو لا تتلقى أي غذاء مباشر من الأم، وتعتمد بدلاً من ذلك على المح. يتطور كل جنين في بيضته الخاصة. تشمل الأمثلة المألوفة للأسماك البيوضة الداخلية سمك الغبي وأسماك القرش الملاك والشوكيات.
بعض أنواع الأسماك ولودية. وفي هذه الأنواع تحتفظ الأم بالبيض وتغذي الأجنة. وعادةً ما يكون للأسماك الولودة بنية تشبه المشيمة التي توجد عند الثدييات وتربط بين مجرى دم الأم والأجنة. ومن الأمثلة على الأسماك الولودة أسماك السرف والجوديدات [الإنجليزية]والقرش الليموني. تظهر بعض الأسماك الولودة ظاهرة أكل البيض، حيث تلتهم الأجنة النامية بيوضًا أخرى تنتجها الأم. وقد لوحظ هذا الأمر بشكل رئيسي بين أسماك القرش، مثل قرش ماكو قصير الزعنف والقرش بربيجل، ولكنه يُعرف أيضًا بأنواع قليلة من الأسماك العظمية، مثل سمكة نصفيات المنقار. يُعد أكل لحوم الأخوة داخل الرحم شكلاً أكثر غرابة للولادة، حيث تلتهم الأجنة الأكبر إخوتها الأضعف والأصغر. يُشاهد هذا السلوك أيضًا بشكل أكثر شيوعًا بين أسماك القرش، مثل قرش الرمل الببري، ولكنه أفيد أيضًا عن سمكة نصفيات المنقار.
في العديد من أنواع الأسماك، تتعدل الزعانف لتسمح بالإخصاب الداخلي.
يصنف هواة تربية الأسماك الأسماك التي تبيض بويضات حية والأسماك التي تلد صغارًا على قيد الحياة على أنها ولودة (حيّة).
العديد من أنواع الأسماك خنثى (تملك الأعضاء التناسلية الذكرية والأنثوية). فالخنثى المتزامن يمتلك المبيضين والخصيتين في نفس الوقت. أما الخنثى المتسلسل فيوجد لديه كلا النوعين من الأنسجة في غدد الجنس، ولكن يطغى نوع واحد على الآخر حسب جنس السمكة في تلك الفترة.

## السلوك الاجتماعي
السلوك الاجتماعي للأسماك والذي يُسمى "التجول" (Shoaling) يشمل مجموعة من الأسماك تسبح معًا. يُعد هذا السلوك آلية دفاعية بمعنى أن الأمان يكمن في العدد الكبير، حيث تقل احتمالية افتراسها من قبل الحيوانات المفترسة. كما يؤدي التجول أيضًا إلى زيادة نجاح التزاوج والتغذية. من ناحية أخرى، يعد التعليم (schooling) تصرفًا يحدث داخل التجول حيث يمكن رؤية الأسماك وهي تقوم بمناورات مختلفة بطريقة متزامنة. تعتبر السباحة المتوازية شكلاً من أشكال "النسخ الاجتماعي" حيث تكرر الأسماك الموجودة في تعلم اتجاه وسرعة الأسماك المجاورة لها.
تجارب أجراها د.م. ستيفن على سلوك تحرك أسماك التجول أظهرت أن الأسماك خلال النهار تميل بدرجة أعلى للبقاء معًا نتيجة لتوازن بين تحرك أفراد السمك للانفراد وإيجاد اتجاهها الخاص والانجذاب المتبادل بين أسماك الفصيلة نفسها. وجُد أنه في الليل تسبح الأسماك بشكل ملحوظ أسرع، ولكن عادة بشكل فردي وبدون تنسيق. ورُصد تشكّل مجموعات من اثنين أو ثلاثة أسماك بشكل متكرر إلا أنها سرعان ما تتفرق بعد ثوان قليلة.
نظريًا، يجب أن يمثل مقدار الوقت الذي يقضي فيه السمك معًا في الشعاب المرجانية تكلفة بقائه بدلاً من المغادرة. أثبتت تجربة معملية سابقة أجريت على الأسماك الشبوطية أن ميزانية الوقت للسلوك الاجتماعي داخل الشعاب المرجانية تختلف بشكل تناسبي مع كمية الأسماك الموجودة. ينشأ هذا عن نسبة التكلفة/الفائدة التي تتغير وفقًا لحجم المجموعة، تقاس بمخاطر الافتراس مقابل تناول الطعام. عندما تكون نسبة التكلفة/الفائدة مواتية لسلوك الشعاب المرجانية، فإن قرار البقاء مع المجموعة أو الانضمام إليها يكون مواتياً. اعتمادًا على هذه النسبة، سيقرر السمك وفقًا لذلك المغادرة أو البقاء. وبالتالي، يُعتبر سلوك الشعاب المرجانية مدفوعًا بسلسلة مستمرة من قرارات الأسماك الفردية.

## أنظر أيضا
- قائمة مصطلحات تشريح المواضع
- مكتبة الأسماك الرقمية
- تطور الاسماك
- تشريح الأسماك
- علم الاحياء الإنمائي للأسماك
- قياس السمك